# Wilhelm Alzinger
Wilhelm Alzinger (11. srpna 1928, Vídeň – 2. ledna 1998 tamtéž) byl rakouský archeolog. Zabýval se především architekturou.

## Životopis
Wilhelm Alzinger studoval od roku 1946 klasickou archeologii na vídeňské univerzitě a v roce 1951, u Hedwigy Kennerové a Arthura Betze, promoval s prací Die römerzeitlichen Hügelgräber in Österreich. Od roku 1952 byl spolupracovníkem Rakouského archeologického institutu (ÖAI) a v roce 1967 byl jmenován státním archeologem 1. třídy. V roce 1970 habilitoval s prací na téma architektury v Efezu a začal vyučovat na vídeňské univerzitě nejprve jako docent a od roku 1978 jako profesor. V roce 1993 odešel do důchodu.
Účastnil se vykopávek v Efesu a Agrigentu. V roce 1956 řídil průzkum v Aguntumu, a v letech 1972 až 1988 v Aigeiře.
Byl také členem Německého archeologického institutu.

## Dílo (výběr)
- Die Stadt des siebenten Weltwunders. Die Wiederherstellung von Ephesos. Vídeň 1962
- spolu s Antonem Bammerem: Das Monument des C. Memmius. Vídeň 1971 (Forschungen in Ephesos, 7), ISBN 978-3-900532-57-4
- Die Ruinen von Ephesos. Koska, Berlín 1972
- Augusteische Architektur in Ephesos. Rakouský archeologický institut, Vídeň 1974